# Ausstellungsrecht
Als Ausstellungsrecht bezeichnet man im Urheberrecht ein in einigen wenigen Rechtsordnungen vorgesehenes, ausschließliches Recht von Künstlern, über die öffentliche Zurschaustellung ihrer Werke bestimmen zu können. Im deutschen und österreichischen Urheberrecht ist das Ausstellungsrecht anerkannt, allerdings mit der praktisch bedeutsamen Einschränkung, dass sich der Urheber darauf nur berufen kann, solange das betreffende Werk noch unveröffentlicht ist.
Sofern ein gesetzlicher Vergütungsanspruch für das Ausstellungsrecht besteht – was gegenwärtig weder in Deutschland noch in Österreich, wohl aber zum Beispiel in Kanada der Fall ist –, bezeichnet man diese Vergütung auch als Ausstellungsvergütung. Trotz begrifflicher Mehrdeutigkeit hat das Ausstellungsrecht nichts mit einem bisweilen bestehenden urheberrechtlichen Schutz der Ausstellung selbst (aufgrund der kreativen Zusammenstellung der Exponate) zu tun.
Das schweizerische Urheberrechtsgesetz (URG) gebraucht den Begriff des Ausstellungsrechts abweichend. Dort bezeichnet man so das – in Deutschland und Österreich unbekannte – Recht eines Urhebers, vom Besitzer eines Werkexemplars unter bestimmten Voraussetzungen dessen Herausgabe zu Ausstellungszwecken verlangen zu können (Art. 14 Abs. 2 URG).

## Deutschland

### Norm
Das Ausstellungsrecht ist in § 18 des Urheberrechtsgesetzes (UrhG) definiert als

„das Recht, das Original oder Vervielfältigungsstücke eines unveröffentlichten Werkes der bildenden Künste oder eines unveröffentlichten Lichtbildwerkes öffentlich zur Schau zu stellen.“

Es gehört zu dem Bündel an Verwertungsrechten, die dem Urheber exklusiv zustehen (§ 15 UrhG). Unter den Verwertungsrechten fällt die Ausstellung in die Kategorie der so genannten körperlichen Werkverwertungen (§ 15 Abs. 1 UrhG).

### Inhalt
Mit dem Ausstellungsrecht wird dem Urheber eines Werkes das Recht verliehen, alleinig darüber zu bestimmen, wann und unter welchen Bedingungen das Original oder Vervielfältigungsstücke des Werkes (Werkexemplare) öffentlich zur Schau gestellt werden dürfen. Es gelten jedoch zwei zentrale Einschränkungen:
(1.) Nur unveröffentlichte Werke: Zum einen besteht das Ausstellungsrecht nur solange das Werk „unveröffentlicht“ ist; es erlischt mithin mit seiner Erstveröffentlichung. Dabei ist unerheblich, in welcher Form die Erstveröffentlichung erfolgt (zum Beispiel: öffentliche Ausstellung, öffentliche Wiedergabe im Rahmen eines öffentlichen Dia-Vortrags, Vervielfältigung und Verbreitung in einem frei verkäuflichen Bildband, öffentliche Zugänglichmachung im Internet etc.). Denkt man also beispielsweise an ein bislang unveröffentlichtes Gemälde, dann erlischt das Ausstellungsrecht an diesem sofort, sobald ein Foto von ihm (erlaubterweise) ins frei zugängliche Internet eingestellt wird. Ebenso ergeht es einer Kunstfotografie, alsbald der Fotograf sie erstmals auf einer öffentlich zugänglichen Vernissage präsentiert. Kann der Künstler sie bei dieser Gelegenheit verkaufen, kann der kaufende Sammler sie deshalb ohne Rücksicht auf ein Ausstellungsrecht in seine Ausstellung aufnehmen. Aus diesen Beispielen wird ersichtlich, dass es – anders als dies ein gemeinsprachliches Verständnis des Begriffs „Ausstellungsrecht“ möglicherweise nahelegen mag – beim Ausstellungsrecht nach deutschem Verständnis nicht darum geht, dem Urheber die Macht zu geben, umfassend über künftige Präsentationen seines Kunstwerks bestimmen zu können.
(2.) Nur Werke der bildenden Künste und Lichtbildwerke: Zum anderen ist der Anwendungsbereich nach dem Gesetzeswortlaut auf Werke der bildenden Künste und Lichtbildwerke (§ 2 Abs. 1 Nr. 5) beschränkt. Da im deutschen Urheberrecht einfache Lichtbilder (also nichtschöpferische Fotografien) entsprechend wie Lichtbildwerke geschützt sind (§ 72 Abs. 1 UrhG), erstreckt sich das Ausstellungsrecht kraft Verweisung auch auf diese. Ob zu den „Werke[n] der bildenden Künste“ auch „Werke der Baukunst und der angewandten Kunst und Entwürfe solcher Werke“ gehören (siehe § 2 Abs. 1 Nr. 4 UrhG), ist strittig.
„Zur Schau gestellt“ wird ein Werk, wenn es dem Publikum in körperlicher Form – also in Form eines „greifbaren“ Werkstücks – zur unmittelbaren Wahrnehmung zugänglich gemacht wird. Die unmittelbare Wahrnehmung erfolgt dabei in aller Regel visuell, kann aber grundsätzlich auch etwa durch Ertasten bewirkt werden. Wird das Werk im Rundfunk oder im Internet präsentiert, fehlt es an dieser Körperlichkeit, sodass sich der Urheber dagegen nicht aus dem Ausstellungsrecht wehren kann.
Mithilfe des Ausstellungsrechts können Werkpräsentationen außerdem nur dann kontrolliert werden, wenn deren Publikum auch tatsächlich eine Öffentlichkeit darstellt („öffentlich zur Schau gestellt“) – wer ein unveröffentlichtes Ölgemälde erwirbt, soll nicht erst den Künstler um Erlaubnis fragen müssen, bevor er das Bild seiner Familie zeigt. Im Detail umstritten ist, welcher Öffentlichkeitsbegriff hier zugrunde zu legen ist; eine höchstrichterliche Klärung hat diese Frage noch nicht erfahren. Die meisten Kommentatoren orientieren sich am Öffentlichkeitsbegriff des § 15 Abs. 3 UrhG, das heißt die Zugänglichmachung muss gegenüber einer Mehrzahl von Personen erfolgen, die nicht durch (persönliche) Beziehungen untereinander oder zum Verwerter persönlich verbunden sind. Dies ist nicht ohne Bedenken geblieben, zumal der dortige Öffentlichkeitsbegriff durch die Rechtsprechung des Gerichtshofs der Europäischen Union (EuGH) tendenziell eine Engung erfahren hat und der Bundesgerichtshof infolgedessen neuerdings bei der öffentlichen Wiedergabe – in richtlinienkonformer Auslegung – eine „Öffentlichkeit“ nur noch bei einer „unbestimmten Zahl potenzieller Adressaten“ und „recht vielen Personen“ annimmt. Im Kontext des Ausstellungsrechts soll es aber jedenfalls ausreichen, dass die Personen das Werk nacheinander wahrnehmen können (sukzessive Öffentlichkeit). Wird also etwa in eine ein Kunstwerk enthaltende Kammer stets nur eine Person zur gleichen Zeit eingelassen, so steht dies der Wertung der Werkpräsentation als Ausstellung nicht entgegen. Entscheidend ist in jedem Fall das Angebot der Wahrnehmung; ob sich tatsächlich eine Öffentlichkeit findet, die die Ausstellung besucht, ist für die Anwendbarkeit der Vorschrift unerheblich.
Eine zusätzliche Einschränkung erfährt das Ausstellungsrecht durch § 44 Abs. 2 UrhG. Danach darf der Eigentümer des Originals eines bislang unveröffentlichten Werkes der bildenden Künste oder eines bislang unveröffentlichten Lichtbildwerks dieses immer dann ausstellen, wenn der Urheber dies bei der Veräußerung des Originals nicht ausdrücklich ausgeschlossen hat. Dies gilt freilich nur für die Veräußerung, nicht etwa für den bloßen Verleih oder die Vermietung. Voraussetzung ist außerdem, dass das „Original“ veräußert wird (trivialerweise also ein Unikat, aber beispielsweise wohl auch ein signierter oder gestempelter Abzug einer Fotografie). Erklärt der Urheber bei der Veräußerung ausdrücklich, sich das Ausstellungsrecht vorbehalten zu wollen, so kommt diesem Vorbehalt dingliche Wirkung zu, sodass der Anspruch auch gegenüber etwaigen späteren Erwerbern wirkt, die das Original vom Ersterwerber kaufen.

### Verletzungsfolgen
Die widerrechtliche Verletzung des Ausstellungsrechts begründet einen Anspruch des Verletzten auf Beseitigung der Beeinträchtigung, bei Wiederholungsgefahr auf Unterlassung (§ 97 Abs. 1 Satz 1 UrhG). Das Urheberrechtsgesetz gewährt dabei auch einen vorbeugenden Unterlassungsanspruch (§ 97 Abs. 1 Satz 2 UrhG): Erlangt der Urheber beispielsweise Kenntnis von den Plänen des Werkbesitzers, das bis anhin unveröffentlichte Gemälde nun bald ausstellen zu wollen, kann er den Besitzer aufgrund der drohenden Erstbegehungsgefahr bereits vorbeugend auf Unterlassung in Anspruch nehmen.
Erfolgt ein Verstoß gegen das Ausstellungsrecht vorsätzlich oder fahrlässig, so besteht gegen den Verletzer zudem Anspruch auf Schadensersatz (§ 97 Abs. 2 UrhG).
Im Gegensatz zu den anderen im deutschen Urheberrechtsgesetz benannten Verwertungsrechten (§§ 15 ff. UrhG) ist das Ausstellungsrecht, wie sich aus § 106 Abs. 1 UrhG ergibt, nicht strafrechtlich geschützt.

### Rechtspraxis
Das Ausstellungsrecht wird nicht kollektiv durch die für Werke der bildenden Künste und Lichtbildwerke sachlich zuständige VG Bild-Kunst wahrgenommen. Dies liegt systematisch nahe. Denn auch das Veröffentlichungsrecht (§ 12 UrhG) wird den Verwertungsgesellschaften nicht durch Wahrnehmungsvertrag eingeräumt; eine vorweggenommene Ausübung dieses Rechts (vor Fertigstellung des spezifischen Werkes) dürfte zum Schutz der Urheberpersönlichkeit gar auch generell nicht möglich sein. Nach Ausübung des Veröffentlichungsrechts kann aber auch das Ausstellungsrecht nicht mehr in Anspruch genommen werden. Der Verwertungsgesellschaft bliebe so im Ergebnis ohnehin keine sinnvolle Möglichkeit, das Ausstellungsrecht wahrzunehmen.
Angesichts des skizzierten – engen – Anwendungsbereichs kommt dem Ausstellungsrecht in der Praxis kaum Bedeutung zu.

### Geschichte und Rechtfertigung
Das Ausstellungsrecht wurde mit Inkrafttreten des UrhG am 1. Januar 1966 in die bundesdeutsche Urheberrechtsordnung eingeführt. Zuvor fehlt es an einer Entsprechung, und auch in der Rechtsprechung war zu Zeiten des vor dem UrhG geltenden Kunsturhebergesetzes (KUG) kein Ausstellungsrecht anerkannt. Der regelnde § 18 UrhG ist seitdem bis heute unverändert geblieben. Ausdrücklich wird in der amtlichen Begründung des Regierungsentwurfs zum UrhG auf Vorschläge eingegangen, wonach das Recht dem Urheber auch in Bezug auf bereits veröffentlichte Werke zukommen solle; ihnen erteilt die Regierung eine Absage, denn „[w]enn stets die Zustimmung des Urhebers zur Ausstellung auch veröffentlichter Werke in Schaufenstern oder Ausstellungsräumen eingeholt werden müßte, würde der Kunsthandel erheblich behindert werden, was auch nicht im Interesse der Urheber liegen würde“. Außerdem „dürften mit der Ausstellung von Werken der bildende Künste oder Lichtbildwerken kaum nennenswerte Einnahmen zu erzielen sein, so daß den Urhebern ein wesentlicher wirtschaftlicher Vorteil aus der Erweiterung des Ausstellungsrecht nicht erwachsen würde.“
In der Deutschen Demokratischen Republik regelte – wie in der Bundesrepublik – bis Ende 1965 das KUG die urheberrechtlichen Verhältnisse; ein Ausstellungsrecht gab es in dieser Zeit also ebenfalls nicht. Das am gleichen Tag wie das UrhG in Kraft getretene Urheberrechtsgesetz der DDR (DDR-UrhG) führte dann jedoch in der Liste der Nutzungsbefugnisse des Urhebers explizit auch die Befugnis auf, ausschließlich darüber zu entscheiden, ob sein Werk „falls es noch nicht veröffentlicht ist, ausgestellt […] wird“ (§ 18 Abs. 1 lit. d DDR-UrhG). In Abweichung zur bundesdeutschen Fassung gab es in der DDR keine Beschränkung des Ausstellungsrechts auf Werke der bildenden Künste und Lichtbildwerke.

### Rechtspolitische Diskussion

#### Status quo
Kritisiert wird von einigen Stimmen im Schrifttum, dass der eigenständige Schutzbeitrag, den das Ausstellungsrecht dem Urheber leistet, zu gering sei; Wilhelm Nordemann bezeichnete das Recht in seiner derzeitigen Ausgestaltung gar als „nichts weiter als überflüssige[n] Nonsens“. Denn beziehe sich, so Nordemann, das Recht ausschließlich auf unveröffentlichte Werke – aber das Veröffentlichungsrecht (§ 12 UrhG) liege ohnehin beim Urheber selbst, sodass § 18 UrhG nur „überflüssigerweise“ wiederhole, „was an anderer Stelle des Gesetzes bereits ausgesprochen“ sei.
Für problematisch wird von einigen Kommentatoren ferner erachtet, dass Erwerber eines Werkoriginals grundsätzlich auch das Recht zur Ausstellung erhalten (§ 44 Abs. 2 UrhG); die Möglichkeit, sich das Ausstellungsrecht bei der Veräußerung ausdrücklich vorzubehalten, sei in der Praxis wenig bekannt und entsprechend ungebräuchlich. Gerade unbekannte Künstler hätten im Kunsthandel außerdem ohnehin eine schwache Position inne und seien insofern bei der Veräußerung weitgehend von den Vorstellungen ihres Galeristen abhängig.

#### Ausstellungsvergütung
Zur Aufwertung des Ausstellungsrechts fordern Teile des Schrifttums die Einführung eines gesetzlichen Vergütungsanspruchs für Ausstellungen, um den Urheber an den Erträgen aus Ausstellungen seiner Werke zu beteiligen. Hierfür hat sich, vor allem in der rechtspolitischen Diskussion, der Begriff der Ausstellungsvergütung durchgesetzt; deren Wesensmerkmal ist, dass sie als gesetzlicher Vergütungsanspruch ohne weitere vertragliche Absprachen anfiele.
Auch auf bundespolitischer Ebene ist eine solche Forderung immer wieder erhoben worden. 1997 stellte die Bundesregierung in Antwort auf eine Große Anfrage der SPD-Fraktion einen umfassenden Katalog von Bedenken gegen eine Ausstellungsvergütung zusammen: Bei Ausstellungen der öffentlichen Hand müssten Eintrittspreise erhöht und/oder die Zahl der Ausstellungen vermindert werden, bei Ausstellungen Privater könne sich die Vergütung negativ auf die weitere Durchführung solcher Ausstellungen auswirken, und bei den gewerblichen Ausstellungen sei zu berücksichtigen, dass Verkaufsausstellungen „gerade für jüngere Künstler […] eine wesentliche Gelegenheit [bieten], ins Verkaufsgeschäft zu kommen“. Bei einer zwingenden Vergütung würde in aller Regel eine Anrechnung auf spätere Verkaufserlöse stattfinden; wäre der Vergütungsanspruch hingegen verzichtbar, sei zumindest bei weniger bekannten Künstlern mit seiner Abbedingung zu rechnen.
SPD und Bündnis 90/Grüne vereinbarten im Koalitionsvertrag der 15. Wahlperiode (2002–2005), „eine Ausstellungsvergütung für bildende Künstlerinnen und Künstler an[zustreben]“. Zu einer Umsetzung des Vorhabens kam es nie. Die Enquete-Kommission Kultur in Deutschland (2003–2007) befasste sich in ihrem Abschlussbericht auch mit dem Vorschlag einer Ausstellungsvergütung, konnte sich jedoch nicht darauf einigen, sich für deren Einführung auszusprechen. 2012 beantragte die Fraktion Die Linke unter anderem, dass der Bundestag beschließen möge, „die rechtlichen Voraussetzungen für die Zahlung einer Ausstellungsvergütung für bildende Künstlerinnen und Künstler zu schaffen“. Nach dem Vorschlag sollte dieser Anspruch im Urheberrecht verankert werden. Höhe und Kriterien einer Ausstellungsvergütung sollten in einem Gremium mit Vertretern der betroffenen Verbände und Institutionen sowie ausgewählten Künstlern und Rechtsexperten beraten werden; der Kunsthandel sollte von der Vergütungspflicht ausgenommen werden. In seiner Beschlussempfehlung sprach sich der damit betraute Ausschuss für Kultur und Medien mit den Stimmen von CDU/CSU und FDP gegen den Antrag aus. Während die Befürworter auf die prekäre Lage der Künstler hinwiesen, betonten CDU/CSU und FDP, das Ausstellungsgeschäft erziele schon heute kaum Erlöse, weswegen eine zwingende Ausstellungsvergütung letztlich zum Schaden der Künstler sei. Mit den Stimmen der Koalitionsfraktionen wurde der Antrag im Bundestag schließlich abgelehnt. 2017 beantragte die Linksfraktion als Teil eines umfassenden Forderungskatalogs, der Bundestag möge die Regierung zur Vorlage eines Gesetzesentwurfs auffordern, „um die rechtlichen Voraussetzungen für die Zahlung einer angemessenen Ausstellungsvergütung für bildende Künstlerinnen und Künstler zu verbessern, und dabei insbesondere a) diesen Anspruch im Urheberrecht zu verankern, b) ihn für unverzichtbar zu erklären, c) zu sichern, dass die Vergütung ausschließlich den bildenden Künstlerinnen und Künstlern zugutekommt, d) ihn als abtretbar an eine Verwertungsgesellschaft auszugestalten und e) den professionellen Kunsthandel mit seinen Galerien und Verkaufsausstellungen dezidiert auszunehmen.“ Der Ausschuss für Kultur und Medien empfahl die Ablehnung des Antrags; der Bundestag folgte der Empfehlung mit den Stimmen von CDU/CSU und SPD.
Die im Sommer 2016 gegründete Initiative Ausstellungsvergütung setzt sich für die Einführung einer Ausstellungsvergütung ein. Mitglieder der Initiative sind der Bundesverband Bildender Künstlerinnen und Künstler, der Deutsche Künstlerbund, die GEDOK, die ver.di-Fachgruppe Bildende Kunst sowie die Verwertungsgesellschaft Bild-Kunst.
Die Ausstellungsvergütung ist vom Ausstellungshonorar abzugrenzen. Letzteres bezeichnet heute meist eine Zahlung, die ein Aussteller an den Eigentümer eines Originalkunstwerks – oft: den Künstler selbst – dafür leistet, dass dieser ihm das Werkexemplar zu Ausstellungszwecken zur Verfügung stellt. Das Ausstellungshonorar folgt also nicht aus einem urheberrechtlichen Anspruch, sondern ist ein zwischen Eigentümer und Aussteller vereinbartes Entgelt für eine – mietweise – Gebrauchsüberlassung. Die Begriffsverwendung ist aber uneinheitlich.

#### Beschränkung auf unveröffentlichte Werke
Oftmals wird im Zusammenhang mit Vorschlägen zu einer Vergütungspflicht auch eine Aufhebung der Beschränkung des Ausstellungsrechts auf unveröffentlichte Werke gefordert. Damit würde auch jede weitere Präsentation eines Werkes im Rahmen einer Ausstellung in das Ausstellungsrecht eingreifen. Zur Umsetzung einer so ausgestalteten Ausstellungsvergütung wird teilweise eine Verwertungsgesellschaftspflichtigkeit angeregt. Gegen ein solches „erweitertes“ Ausstellungsrecht wird vorgebracht, dass die Erwerber dadurch über Gebühr belastet würden. So weist etwa Robert Kirchmaier darauf hin, dass die meisten Ausstellungen von Museen und anderen Ausstellungshäusern ohnehin bereits Zuschussveranstaltungen darstellten und die Ausstellungstätigkeit dieser Häuser gerade auch den Künstlern zugutekomme, denen ein Forum geboten wird, ihre eigene Bekanntheit zu steigern. Thomas Dreier meint, durch eine solche Vergütung würden „letztlich doch wieder nur vor allem die nicht wirklich bedürftigen, weil ohnehin bekannten Künstler profitieren“; überdies erscheine der Gewinn „im Vergleich zu den damit für das Ausstellungswesen insgesamt verbundenen Transaktionskosten doch eher gering“.

## Österreich

### Norm und Inhalt
Das österreichische Recht sieht ein Ausstellungsrecht als Teil des Verbreitungsrechts vor. Nach § 16 Abs. 2 des Urheberrechtsgesetzes (öUrhG) umfasst, solange ein Werk unveröffentlicht ist, das Verbreitungsrecht auch

„das ausschließliche Recht, das Werk durch öffentliches Anschlagen, Auflegen, Aushängen, Ausstellen oder durch eine ähnliche Verwendung von Werkstücken der Öffentlichkeit zugänglich zu machen“

Da das österreichische Verbreitungsrecht an einen körperlichen Werkbegriff anknüpft, ist dies – ebenso wie nach der deutschen Parallelvorschrift – auch Merkmal (und Voraussetzung) der Ausstellung; „Internet-Ausstellungen“ oder Dia-Präsentationen sind also keine Ausstellungen im Sinne der Vorschrift, sondern werden regelmäßig Zurverfügungstellungen nach § 18a öUrhG darstellen. Zugleich erstreckt sich das Ausstellungsrecht aber anders als nach deutschem Recht nicht nur auf Werke der bildenden Künste, sondern umfasst beispielsweise auch das Auflegen von Manuskripten in Bibliotheken. Da es sich um eine Spielart des Verbreitungsrechts handelt, unterliegt das Ausstellungsrecht (wiederum in Abweichung zum deutschen UrhG) ferner der Erschöpfung, welche nach § 16 Abs. 3 öUrhG dann eintritt, sobald das jeweilige Werkstück in der Europäischen Gemeinschaft in Verkehr gebracht wird. Schließlich erlischt das Ausstellungsrecht auch mit der Erstveröffentlichung des Werkes, wobei unerheblich ist, auf welche Weise diese vorgenommen wird und ob sie körperlich (etwa durch öffentliches Anbieten zum Verkauf) oder unkörperlich (etwa durch Zeigen in einer öffentlichen Präsentation) erfolgt.

### Vergütungspflicht
Zwischen 1996 und 2000 war in § 16b öUrhG zusätzlich ein gesetzlicher Vergütungsanspruch vorgesehen: Danach galt das Verbreitungsrecht „für das öffentliche Ausstellen von Werkstücken mit der Maßgabe, daß der Urheber einen Anspruch auf angemessene Vergütung hat, wenn Werkstücke der bildenden Künste zu Erwerbszwecken entgeltlich ausgestellt werden“ (§ 16b Abs. 1 öUrhG [1996]), wobei diese Ansprüche „nur von Verwertungsgesellschaften geltend gemacht werden“ durften und ausdrücklich nicht auf „Werke der angewandten Kunst (des Kunstgewerbes)“ anwendbar waren (§ 16b Abs. 2 öUrhG [1996]). Zu den erfassten Werken der bildenden Künste zählten hingegen auch Lichtbildwerke sowie, durch Verweis, einfache Lichtbilder (§ 74 Abs. 7 öUrhG). Die Regelung einer solchen gesetzlichen Vergütung war nach den Erläuternden Bemerkungen zur öUrhG-Novelle 1996 der Erwägung geschuldet, dass die Verwertung durch Ausstellung „beim Verkauf des Werkstücks nicht typischerweise abgegolten wird“.
Zu einem Meinungsstreit im Schrifttum hat im Bereich der Vergütungsvoraussetzungen die Kombination von „zu Erwerbszwecken“ und „entgeltlich“ geführt. Der Oberste Gerichtshof (OGH) entschied im Jahr 1999, dass „entgeltlich“ dahingehend zu verstehen sei, dass für den Besuch der Ausstellung ein Entgelt zu entrichten ist. „Zu Erwerbszwecken“ sei derweil nicht mit „gewerbsmäßig“ gleichzusetzen, sondern beziehe sich darauf, „ob die Ausstellung dem Aussteller einen wirtschaftlichen Vorteil bringt“; ein etwaiger zusätzlich verfolgter ideeller Zweck sei hierfür ebenso unschädlich wie die Tatsache, dass die Vorteile nur mittelbar zum Tragen kommen. Das Einheben eines Eintrittsgelds begründete damit zwar die Entgeltlichkeit, hatte für den ebenfalls erforderlichen Erwerbszweck indes nur indizielle Bedeutung. Dies entsprach auch den Erwägungen in den Erläuternden Bemerkungen zur Regierungsvorlage der öUrhG-Novelle 1996, wonach die Vergütungspflicht „nicht für Museen, die zwar nur gegen Entgelt zugänglich sind, aber nicht zu Erwerbszwecken betrieben werden[,]“ gelten sollte.
Bereits im Zuge der öUrhG-Novelle 2000 wurde die Ausstellungsvergütung ohne weitere Begründung wieder abgeschafft. Einen dagegen gerichteten Antrag auf Initiierung eines Gesetzprüfungsverfahren beim Verfassungsgerichtshof lehnte der OGH ab, da er keinen Anlass sah, die Abschaffung des Anspruchs als verfassungswidrig anzusehen.

### Geschichte
Die Regelung zum Ausstellungsrecht als Bestandteil des Verbreitungsrechts in § 16 Abs. 2 öUrhG fand mit Inkrafttreten des Urheberrechtsgesetzes im Jahr 1936 Eingang in das österreichische Recht. Sie ist seither unverändert geblieben. In den Erläuternden Bemerkungen zur Regierungsvorlage wird dabei auch auf ein stärkeres (nicht nur unveröffentlichte Werke betreffendes) Ausstellungsrecht eingegangen. So sprächen zwar „beachtenswerte Gründe dafür, wenigstens die entgeltliche öffentliche Ausstellung an die Einwilligung des Urhebers zu binden“, doch müsse bedacht werden, „daß ein solches Ausstellungsrecht weitgehenden Beschränkungen […] unterworfen werden müßte und daß die geringen wirtschaftlichen Vorteile, die den bildenden Künstlern hieraus erwachsen könnten, die Nachteile und Erschwerungen nicht aufwiegen würden, die dem Kunsthandel hieraus erwüchsen“. Daher solle „[e]in Ausstellungsrecht […] dem Urheber nur an noch nicht veröffentlichten Werken der bildenden Künste zu dem Zwecke zustehen, eine von ihm nicht gewollte Veröffentlichung des Werkes zu verhindern“.

### Kritik
Michel M. Walter kritisiert, dass das Ausstellungsrecht in derzeitiger Ausgestaltung aufgrund der doppelten Beschränkung (Erschöpfung durch Inverkehrbringen und Erlöschen durch Veröffentlichung) weitgehend an seiner eigenen Zweckbestimmung – dem Urheber jedenfalls die Veröffentlichung seines Werkes vorzubehalten – vorbeigehe. Denn sobald ein Urheber ein Werkstück (Original oder Vervielfältigungsstück) veräußert, erschöpft sich mit dem Verbreitungsrecht zugleich das Ausstellungsrecht, gleichviel, ob das Werk bereits veröffentlicht wurde. Daher komme dem Recht in der Praxis auch nur eine „völlig untergeordnete Rolle“ zu.

## Andere Länder
Beispiele für Länder, die ein Ausstellungsrecht anerkennen:
- China: Anerkannt ist das Recht des Urhebers, Originale oder Vervielfältigungsstücke von Werken der bildenden Kunst und der Fotografie öffentlich auszustellen (Art. 10 Abs. 1 Nr. 8 Urheberrechtsgesetz). Nach dem Verkauf des Werkes steht dem Eigentümer des Originals das Recht zur Ausstellung seines Eigentums zu.[66]
- Frankreich: Dem französischen Urheberrechtsgesetz ist keine eindeutige Gewährung eines Ausstellungsrechts zu entnehmen.[67] Art. L. 122-2 des Gesetzes betreffend das geistige Eigentum (CPI) gewährt dem Urheber allerdings das ausschließliche Recht zur présentation publique des Werkes. Dieses, im Kern bereits seit 1804 anerkannte, Recht ist lange Zeit allgemein so verstanden worden, dass es sich im Wesentlichen nur auf die Aufführung von Musikwerken bezieht.[68] Erst nach der Urheberrechtsreform von 1985 zeigte sich das Schrifttum zunehmend offen dafür, auch das Ausstellen von Werken darunter zu subsumieren.[69] Inzwischen wird diese Auslegung auch höchstrichterlich geteilt.[70] Ein gesetzlicher Vergütungsanspruch besteht für das Recht nicht, wird aber zum Teil in der Literatur angeregt.[71] Fraglich ist der Umfang des Rechts. Dem Gesetz sind entsprechende Regelungen nicht explizit zu entnehmen; Michel Vivant/Jean-Michel Bruguière mahnen dennoch die Einziehung vernünftiger Grenzen an, um absurde Rechtsfolgen zu verhindern, etwa wenn das Ausstellen eines Kleides in einem Schaufenster unter Genehmigungsvorbehalt stünde.[72]
- Japan: Der Urheber hat das ausschließliche Recht, das Original seines Kunstwerks oder sein unveröffentlichtes fotografisches Werk öffentlich auszustellen (Art. 25 Urheberrechtsgesetz).[73] Anders als nach deutschem und österreichischen Recht erstreckt sich das japanische Pendant der Vorschrift also nicht auf Vervielfältigungsstücke von Kunstwerken. Dass bei fotografischen Werken nicht auf das „Original“ abgestellt wird, ist der Erwägung geschuldet, dass aus einem Negativ mehrere Kopien hergestellt werden, sodass die Bestimmung eines „Originals“ sich als schwierig gestalten kann.[74]
- Kanada: Seit 1988 gewährt das kanadische Recht dem Urheber das alleinige Recht, ein künstlerisches Werk auf einer öffentlichen Ausstellung zu präsentieren, sofern es sich bei dem Werk um keine Karte, kein Schaubild und keinen Plan handelt, sofern der Zweck der Ausstellung nicht im Verkauf oder der Vermietung des Werkes besteht, und sofern das Werk nach dem 7. Juni 1988 geschaffen wurde (Art. 3(1)(g) Copyright Act).[75] Wie sich aus der Formulierung „auf einer öffentlichen Ausstellung“ ergibt, erfasst das Recht – anders als etwa im deutschen UrhG – nicht jedes beliebige Zeigen des Werkes in der Öffentlichkeit (etwa in einer Hotellobby), sondern nur das Zeigen im Rahmen einer Veranstaltung, die primär dem Zweck der Präsentation von Werken dient.[76] Der Einführung des Ausstellungsrecht waren Bemühungen der Canadian Artists’ Representation (CARFAC) als Interessenverband der bildenden Künstler vorangegangen, mit Museen und anderen Ausstellern auf freiwilliger Basis Tarife für Ausstellungen auszuhandeln. Zunächst glückten diese Bestrebungen nur bei einigen Organisationen und nur für den Bereich der Wanderausstellungen.[77] Später weitete sich die Praxis erheblich aus, wozu insbesondere beitrug, dass der Canada Council for the Arts die Vergabe von Fördermitteln als Museen und andere öffentliche Institutionen an die Unterwerfung unter den CARFAC-Tarif knüpfte.[78] Um diese Einnahmequelle zu festigen, warben die CARFAC sowie weitere Interessenverbände bei der Regierung auf einer zweiten Stufe aktiv für ein gesetzliches Ausstellungsrecht. Sie argumentierten einerseits damit, dass Ausstellungen eine Nutzung der ausgestellten Werke darstellten und für Ausstellungen zugleich gewöhnlicherweise Eintrittsgelder erhoben würden, sodass es nur billig erscheine, die Urheber der Ausstellungsgegenstände an diesen Erlösen zu beteiligen. Außerdem würden bildende gegenüber darstellenden Künstlern benachteiligt, da letztere die Präsentation ihrer Werke mithilfe ihres Aufführungsrechts kontrollieren könnten.[79] Die Museen hielten dem entgegen, eine zusätzliche Vergütung der Künstler gehe zulasten ihres Erwerbungsetats; zudem befürchteten sie eine Einflussnahme der Urheber auf ihre kuratorische Freiheit.[80]
- USA: In den USA ist ein Ausstellungsrecht zwar dem Grunde nach als Unterfall eines sehr viel breiteren public display right anerkannt. Gemäß 17 U.S.C. § 106(5) hat der Urheber bei literarischen, musikalischen, dramatischen und choreographischen Werken, bei Pantomimen und Werken der Malerei, Graphik und Bildhauerei einschließlich der Einzelbilder eines Spielfilms oder anderen audiovisuellen Werken das ausschließliche Recht, dieses öffentlich zu zeigen.[81] Nicht erfasst sind architektonische Werke.[82] „Zeigen“ umfasst sowohl etwa das Vorführen in einem Film, das Senden über ein TV-Signal, das Zugänglichmachen über das Internet als auch das – bei einer Ausstellung traditionell erfolgende – „direkte“ Zeigen ohne weitere Hilfsmittel (Abschnitt 101). Zu denken wäre somit also etwa auch an das Aufstellen eines gerahmten Cartoons auf einem Regelboden oder das Aufhängen eines Gemäldes an einer Wand.[83] Um in den Schutzbereich des Rechts zu fallen, muss das „Zeigen“ darüber hinaus auch noch „öffentlich“ erfolgen. Dies ist der Fall, wenn es „an einem der Öffentlichkeit zugänglichen Ort“ erfolgt oder an einem Ort, „an dem eine erhebliche Zahl von Personen außerhalb des Familien- und Bekanntenkreises versammelt ist“ (Abschnitt 101). Dennoch verbleibt für ein solches Ausstellungsrecht faktisch nur sehr wenig Raum. Denn nach Abschnitt 109(c) haben der Eigentümer eines rechtmäßig hergestellten Werkexemplars sowie jede von diesem ermächtigte Person unter anderem das Recht, das Werkexemplar ohne Genehmigung des Urheberrechtsinhabers direkt öffentlich zu zeigen.[84] Eine Urheberrechtsverletzung durch Ausstellung ist daher in der Regel nur dann denkbar, wenn das ausgestellte Exemplar selbst unrechtmäßig erlangt bzw. hergestellt wurde. In einem vor dem District Court for the Southern District of New York verhandelten Fall druckte beispielsweise ein Händler Kalender mit den Bildern eines Fotografen, ohne dass er hierzu berechtigt gewesen wäre (Verletzung des Vervielfältigungsrechts). Durch das anschließende Aufhängen des Kalenders in seinem Ladengeschäft verwirklichte er sodann auch noch eine Verletzung des public display right – die Werkexemplare waren schließlich nicht rechtmäßig hergestellt.[85]

In der Gesetzgebung Irlands lässt sich gewissermaßen das Gegenstück zu diesen Bemühungen beobachten: der ausdrückliche Ausschluss eines Ausstellungsrechts. Im Jahr 2004 organisierte die irische Regierung zahlreiche Veranstaltungen zu Ehren des Schriftstellers James Joyce, dessen Ulysses am 16. Juni 1904 spielt, 2004 also gewissermaßen ihr 100-jähriges Jubiläum feierte. Joyce’ Erben standen den geplanten Aktionen jedoch ablehnend gegenüber. Für unzulässig hielt man in deren Reihen unter anderem eine avisierte Ausstellung von Manuskripten und Entwürfen durch die irische Nationalbibliothek. Entsprechende rechtliche Zweifel fußten in der Ausgestaltung des Rechts der öffentlichen Zugänglichmachung, welches sich namentlich auch auf „das Aufführen, das Zeigen oder das Spielen einer Kopie des Werkes in der Öffentlichkeit“ (Hervorhebung nicht im Original) bezieht. Dies ließ die Regierung besorgen, die Ausstellung eines Werkexemplars könne möglicherweise als öffentliche Zugänglichmachung zu werten sein, mithin also einem Ausschließlichkeitsrecht der Erben unterliegen. Um die Unsicherheit auszuräumen, wurde daraufhin eilig eine Klarstellung in das Urheberrechtsgesetz aufgenommen, gemäß der es zu keiner Verletzung irgendeines Verwertungsrechts kommt, wenn künstlerische oder literarische Werke oder Kopien hiervon an Örtlichkeiten oder Räumlichkeiten, zu denen Mitglieder der Öffentlichkeit Zugang haben, zur Ansicht ausgestellt werden. Eine ähnliche Klarstellung in Gestalt einer Schrankenregelung enthält etwa auch das Urheberrechtsgesetz der Slowakei.

## Unions- und Konventionsrecht

### Europäische Union
In der Urheberrechtsgesetzgebung der Europäischen Union ist ein Ausstellungsrecht zumindest nicht ausdrücklich vorgesehen. Teilweise wird im Schrifttum die Frage aufgeworfen, ob das in der Richtlinie 2001/29/EG (InfoSoc-Richtlinie) vorgesehene Verbreitungsrecht möglicherweise so interpretiert werden könnte, dass es sich auch auf die bloße Ausstellung eines Werkes erstreckt. Nach Art. 4 Abs. 1 InfoSoc-RL sehen die Mitgliedstaaten nämlich vor, „dass den Urhebern in Bezug auf das Original ihrer Werke oder auf Vervielfältigungsstücke davon das ausschließliche Recht zusteht, die Verbreitung an die Öffentlichkeit in beliebiger Form durch Verkauf oder auf sonstige Weise zu erlauben oder zu verbieten“ (Hervorhebung nicht im Original). Dies würde rechtssystematisch auch etwa zum österreichischen Ansatz korrespondieren, wo das Ausstellungsrecht als Teil des Verbreitungsrechts behandelt wird. Folgte man einer solchen Ansicht, wäre die praktische Relevanz eines solchen Rechts durch den Erschöpfungsgrundsatz eingeschränkt (Art. 4 Abs. 2 InfoSoc-RL), wonach das Verbreitungsrecht nach dem erstmaligen Inverkehrbringen nicht mehr in Anspruch genommen werden kann.
Um eine öffentliche Wiedergabe (Art. 3 InfoSoc-RL) handelt es sich bei der Ausstellung unterdessen jedenfalls nicht. (Das Recht der öffentlichen Wiedergabe ist gemäß Art. 3 Abs. 1 InfoSoc-RL das Recht von Urhebern, „die drahtgebundene oder drahtlose öffentliche Wiedergabe ihrer Werke einschließlich der öffentlichen Zugänglichmachung der Werke in der Weise, dass sie Mitgliedern der Öffentlichkeit von Orten und zu Zeiten ihrer Wahl zugänglich sind, zu erlauben oder zu verbieten“ [Hervorhebung nicht im Original].) Eine solche setzt nach Erwägungsgrund 23 zur InfoSoc-RL nämlich voraus, dass die Öffentlichkeit an dem Ort, an dem die Wiedergabe ihren Ursprung nimmt, nicht anwesend ist (wie also etwa bei der Betrachtung von Fotografien im Internet, nicht aber eben beim Betrachten von Bildern in einer Galerie); der Gerichtshof anerkennt dieses Erfordernis auch in seiner Rechtsprechung.

### Internationale Abkommen
Die Berner Übereinkunft gewährt kein Ausstellungsrecht. Art. 17 der Berner Übereinkunft hält immerhin ausdrücklich fest, dass keine Regelung der Konvention das jedem Verbandsland zustehende Recht beeinträchtigen soll, durch Maßnahmen der Gesetzgebung oder inneren Verwaltung das Ausstellen von Werken oder Erzeugnissen jeder Art zu gestatten, zu überwachen oder zu untersagen, für die die zuständige Behörde dieses Recht auszuüben hat. In der Vergangenheit gab es durchaus einige Versuche durch Sachverständigenausschüsse bei der Weltorganisation für geistiges Eigentum (WIPO), einem Ausstellungsrecht zur Berücksichtigung in einem Protokoll zur Berner Übereinkunft oder im Rahmen eines anderen Abkommens zu verhelfen; diese blieben letztlich alle erfolglos.
Auch im WIPO-Urheberrechtsvertrag (WCT) und dem Welturheberrechtsabkommen (UCT) ist ein Ausstellungsrecht nicht ausdrücklich anerkannt.

## Rechtsnatur und -systematik
Gängigerweise unterteilt man die aus dem Urheberrecht folgenden Befugnisse – nach den Urheberinteressen, die mit ihnen geschützt werden – in Urheberpersönlichkeitsrechte (moral rights) und Verwertungsrechte (economic rights). Auch wenn sich das Verhältnis dieser beiden Rechtstypen zueinander von Rechtsordnung zu Rechtsordnung unterscheidet, so schützen Verwertungsrechte doch grundsätzlich die wirtschaftlichen Interessen des Urhebers, während die Urheberpersönlichkeitsrechte es dem Urheber ermöglichen sollen, den Umgang und die Darstellung seines Werkes durch andere zu kontrollieren, soweit dieser seine geistigen, künstlerischen oder sonstigen nicht wirtschaftlich gelagerten Interessen betrifft.
Das Ausstellungsrecht wird im Allgemeinen den Verwertungsrechten zugerechnet. Im österreichischen Urheberrechtsgesetz wird dies etwa durch die Unterordnung unter das Verbreitungsrecht deutlich, im deutschen durch Einordnung der Norm in den entsprechenden Unterabschnitt des Urheberrechtsgesetzes mit dem Titel „Verwertungsrechte“. Diese Einordnung ist mitunter jedoch schwierig. Begrenzt man, wie es etwa Deutschland und Österreich tun, den Schutzbereich des Rechts auf unveröffentlichte Werke, so liegt in seiner Ausübung effektiv eine Entscheidung über die Veröffentlichung des Werkes. Damit rückt das Ausstellungsrecht stark in die Nähe des Veröffentlichungsrechts, das dem Urheber die Befugnis verleiht, über das Ob und Wie der Veröffentlichung seines Werkes zu entscheiden, und das weltweit zu den am weitesten verbreiteten Urheberpersönlichkeitsrechten zählt. So konstatiert denn auch etwa für das deutsche Ausstellungsrecht Martin Vogel, die Beschränkung auf unveröffentlichte Werke nehme dem Recht den Charakter eines Verwertungsrechts und verleihe ihm „als besondere Form der Werkveröffentlichung dogmatisch die Natur eines urheberpersönlichkeitsrechtlichen Verbotsrechts“. Für Eugen Ulmer ist das Ausstellungsrecht deswegen tatsächlich „nicht zu einem echten Verwertungsrecht ausgereift“.